# Unibet Arena
De Unibet Arena is de grootste evenementenhal van Estland. De hal is gelegen in de Estische hoofdstad Tallinn. De hal is in 2001 in gebruik genomen en biedt biedt plaats aan 10.000 toeschouwers. De arena had 21 jaar lang de naam Saku Suurhall. De hal werd vernoemd naar de hoofdsponsor, bierbrouwer Saku. De officiële naam van de hal is ‘’Rocca al Mare Suurhall‘’, naar het nabijgelegen winkelcentrum en het iets verderop gelegen openluchtmuseum, die allebei ook zo heten. Suurhall betekent "grote hal".
In 2002 werd het Eurovisiesongfestival er gehouden. Er vinden ook sportevenementen plaats, onder andere de Europese kampioenschappen kunstschaatsen 2010 vonden er plaats. De hal wordt ook gebruikt voor tentoonstellingen en beurzen.
Basketbalclub BC Kalev/Cramo maakt gebruik van de hal sinds 2001.